# Кремпа (Нижньосілезьке воєводство)
Кремпа (пол. Krępa, нім. Kremp) — село в Польщі, у гміні Пшемкув Польковицького повіту Нижньосілезького воєводства.
Населення — 211 осіб (2011).
У 1975-1998 роках село належало до Легницького воєводства.

## Демографія
Демографічна структура станом на 31 березня 2011 року:
|          | Загалом | Допрацездатний вік | Працездатний вік | Постпрацездатний вік |
| -------- | ------- | ------------------ | ---------------- | -------------------- |
| Чоловіки | 100     | 16                 | 70               | 14                   |
| Жінки    | 111     | 25                 | 52               | 34                   |
| Разом    | 211     | 41                 | 122              | 48                   |